# Patrick Partridge
Pour les articles homonymes, voir Partridge.
Patrick Partridge Junior, né le 30 juin 1933 à Billingham et décédé le 31 octobre 2014 , est un ancien arbitre anglais de football.

## Carrière
Il a officié dans des compétitions majeures  :
- Coupe d'Angleterre de football 1974-1975 (finale)
- Coupe intercontinentale 1976 (finale retour)
- Coupe d'Europe des vainqueurs de coupe de football 1976-1977 (finale)
- Coupe de la Ligue anglaise de football 1977-1978 (finales)
- Coupe du monde de football de 1978 (1 match)
- Coupe intercontinentale 1979 (finale aller)
- Euro 1980 (1 match)